# Eupithecia karapinensis
Eupithecia karapinensis es una especie de polilla de la familia Geometridae. La especie fue descrita por primera vez por Alfred Ernest Wileman habiendo sido descrita en 1917, con distribución en República de China. El holotipo de la especie, un espécimen macho, fue descrito en el sector Chaoliping, conocido localmente como karapin, de donde providence el nombre de la especie, ubicado en el condado Chiayi.